# Риссанен, Юхо
Юхо Вилхо Риссанен (фин. Juho Vilho Rissanen; 9 марта 1873, Куопио, Великое княжество Финляндское — 11 декабря 1950, Майами, Флорида, США) — финский художник.

## Биография
Родился 9 марта 1873 года в окрестностях Куопио в Великом княжестве Финляндском в семье батрака. Отец, страдая от алкоголизма, умер (замёрз), когда мальчик был ещё маленьким в связи с чем семья временами нищенствовала.
Первые шаги в его художественном образовании были связаны с живописной мастерской художника Виктора Берга, где Юхо не только учился, но и жил, был подмастерьем у своего учителя. Когда Риссанен учился в Рисовальной школе Финского художественного общества у известной художницы Хелен Шерфбек он был исключен т.к. «был не в состоянии соответствовать нормальному порядку и укладу школы». Риссанен заснул от усталости в классе. 
В 1896 году юноша поступил в центральную художественно-промышленную школу рисования Финского художественного общества в Хельсинки, а позднее в Турку.
В 1897 году молодой живописец поступает на учёбу в Петербургскую академию художеств, где проходил обучение под руководством Ильи Репина. Молодому Риссанену вышедшему из социальных низов финского общества, были близки художественная концепция изображения повседневной жизни простого народа и реалистическое направление в образах родной природы группы молодых передвижников, возглавляемых Иваном Крамским и Ильёй Репиным, в связи с чем на берегах Невы он нашёл единомышленников.
В последние годы художник жил и работал в Дании, а потом в Америке, во Флориде.
Скончался 11 декабря 1950 года в Майами, во Флориде.

## Творчество

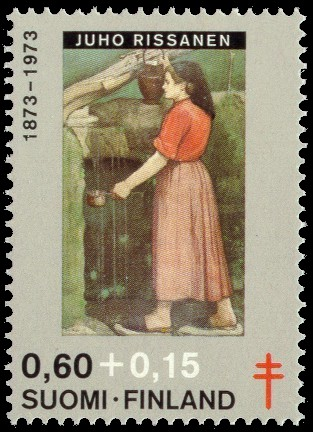
Vuoristolähteellä

По замечанию Эдельфельта: «Риссанен — один из самых самобытных, сильных и исключительно национальных талантов, какие когда-либо рождались в нашей стране». Уже раннее творчество художника является достаточно цельным в художественном отношении.
В 1897 году с успехом прошла первая выставка живописца, а позднее он создал свои лучшие произведения: «Слепой» (Sokea), «Гадалка» («Povari», 1899). В своем раннем творчестве даже произведения больших размеров Риссанен писал почти исключительно акварельными красками, и его стиль, подобно Гогену основывался на применении четкой линии. Он писал по большей части портреты и многофигурные композиции из жизни народа, поскольку с малых лет соприкасался с рабочими и крестьянами.
На протяжении жизни художника всегда интересовала фресковая живопись, которая отражала его потребность создавать монументальные формы, но такие возможности возникали редко. Он оставил несколько фресок в Хельсинки, Выборге, Куопио. В дальнейшем Риссанен отказался от акварельных красок и переключился на технику масляной живописи.
В Выборге художник Ю. Риссанен работал над триптихом для особняка Вильгельма Хакмана. В различных источниках встречается информация, что Риссанен работал в Выборге над фресками. Однако, по сообщению искусствоведа Мартыновой А. Г., в особняке Хакмана триптих представлял собой масляную живопись. Произведение «Воскресный визит молодых девушек» (Nuorten naisten sunnuntainen vierailu) создавалось в окрестностях Парижа на основе набросков, выполненных художником в Сен-Жермен-ан-Ле. Риссанен имел возможность жить во Франции благодаря финансовой поддержке Хакмана. Левая часть триптиха получила название «Отплытие на лодке» (Lähtö veneellä), центральная – «Прием в саду» (Vastaanotto puutarhassa), правая – «Прощание» (Hyvästit).Триптих был большим, размеры его центральной части составляли 135x360 см, боковых – 135x200 см. Сохранившиеся эскизы несколько меньше оригинальной работы, но в остальном они ей полностью соответствуют. Вильгельм Хакман остался доволен эскизами, которые прислал ему Риссанен, и художник пообещал позаботиться о том, чтобы их поэтичность была сохранена в самой работе. Работу над картиной в Выборге Риссанен завершил ранней весной 1913 года. Триптих, написанный масляными красками, располагался в приемной Вильгельма Хакмана на втором этаже здания, на разделенной пилястрами стене длинного холла. Поскольку Вильгельм Хакман ценил искусство, на оформление интерьера было потрачено много денег. Работа также известна под названием «В гостях» (Vieraissa käynti). Произведение демонстрирует влияние Мориса Дени. Художник фактически использовал одну модель для всех женских образов. Женские лица не обладают ярко выраженными индивидуальными чертами, они проработаны условно, схематично. Моделью для картины стала женщина испанского происхождения, с которой Риссанен познакомился в Париже. Хотя и ходили слухи о том, что финские солдаты во время Второй мировой войны вырезали части работы из рам и забрали их с собой, но, так или иначе, картина пропала в смутное военное время. Сохранившиеся же эскизы принадлежали Фонду культуры Финляндии, который был основан Херманом и Майей Паавилайнен. В 1984 году произведения были переданы на хранение в Художественный музей Лаппеенранты, а в 2007 году Фонд культуры Финляндии передал их в дар музею.